# Miguel Alemán, Bácum
Miguel Alemán är en ort i Mexiko.   Den ligger i kommunen Bácum och delstaten Sonora, i den nordvästra delen av landet, 1 400 km nordväst om huvudstaden Mexico City. Miguel Alemán ligger 26 meter över havet och antalet invånare är 478.
Terrängen runt Miguel Alemán är mycket platt. Runt Miguel Alemán är det ganska tätbefolkat, med 58 invånare per kvadratkilometer. Närmaste större samhälle är Ciudad Obregón, 17,1 km öster om Miguel Alemán. Trakten runt Miguel Alemán består till största delen av jordbruksmark.